# 新村街道 (天津市)
新村街道是中华人民共和国天津市滨海新区下辖的一个街道办事处。

## 行政区划
新村街道下辖以下村级行政区划单位：
崇安里社区、河华里社区、惠安里社区、拥军里社区、向阳里社区、丹东里社区、正义里社区、碧海龙都社区、民主街社区、福星里社区、联合村社区、草场街社区、海河园社区、金海花园社区。